# Igreja de São Bavão
A Igreja de São Bavão ou Igreja Grande de Haarlem (Sint-Bavokerk ou Grote Kerk em holandês) é uma igreja gótica situada em Haarlem, nos Países Baixos. A igreja, dedicada a São Bavão, é a maior igreja da cidade de Haarlem.

## História

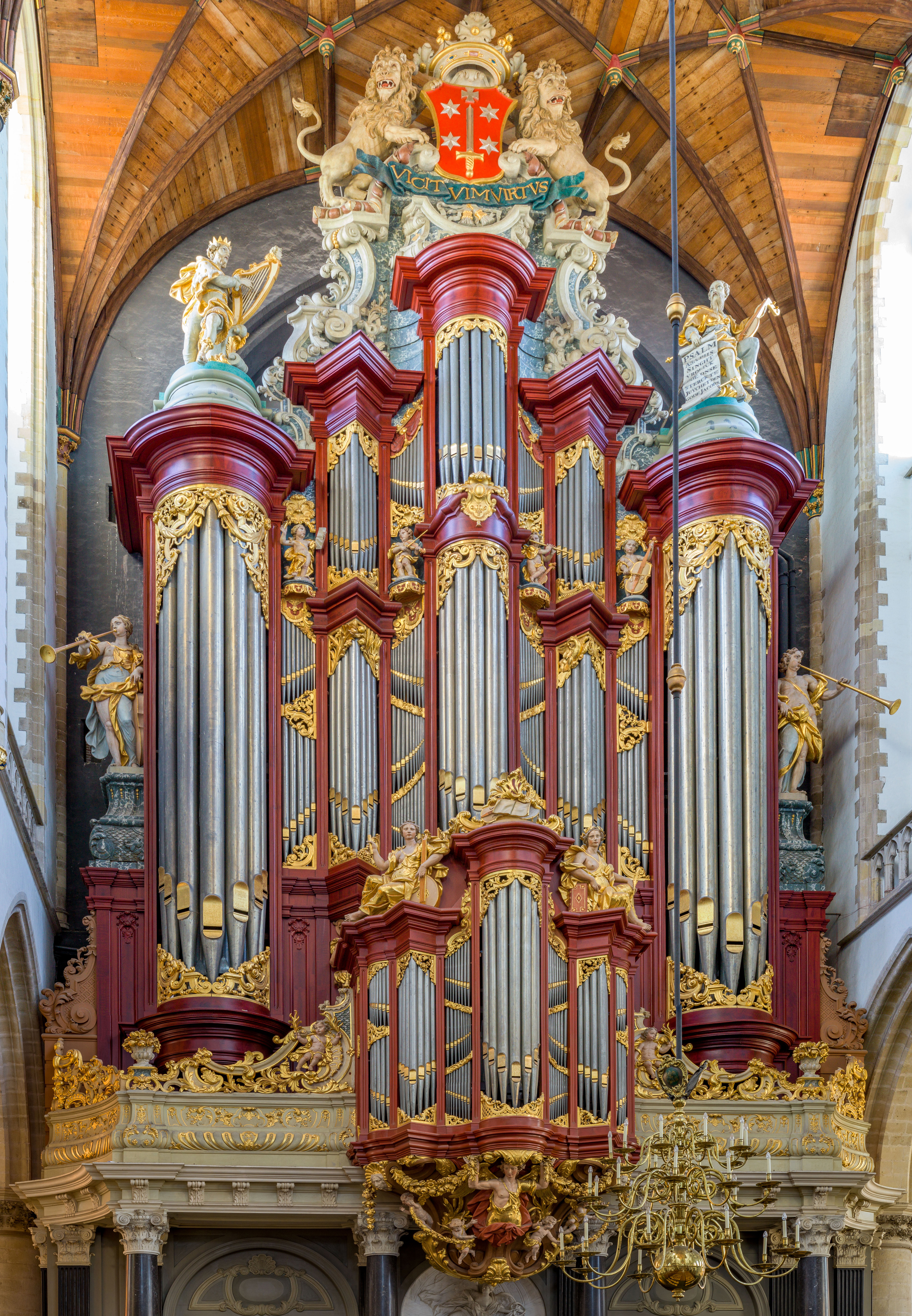
Enorme órgão de 1738 com longos tubos que atraiu muitos compositores para Haarlem

A primeira igreja construída neste local foi mencionada pela primeira vez em 1245, mas foi destruída por um incêndio no século XIV. A igreja foi reconstruída em 1370 e promovida a igreja capitular em 1479. Em 1559, foi elevada a categoria de Catedral.. Os principais arquitetos foram Godevaert de Bosscher e Steven van Afflighem (nave), e Evert van Antwerpen (transepto).  O termo "católico" nunca foi realmente associado a esta igreja, uma vez que só foi consagrada como catedral em 1559, que já estava no meio do período conhecido como a Reforma Protestante.

## Órgão
Na igreja pode-se encontrar um dos órgãos construídos por Christian Müller, terminado em 1738, no qual tocaram Händel (em 1740), Mendelssohn, e Mozart (em 1766), com apenas 10 anos. O órgão dispõe de 62 registos, e cerca de cinco mil tubos, o menor dos quais é do tamanho de um lápis, e o maior dos quais é um tubo de trinta e sete centímetros de diâmetro de mais de dez metros de comprimento.